# Diario del Alto Aragón
El Diario del Alto Aragón és un diari diari que s'edita a la ciutat d'Osca. La major part de la seva informació fa referència a la província, però compta a més amb informació sobre Aragó, Espanya, el món i els esports.

## Història
Va ser fundat el 1985. El seu primer número va aparèixer el 28 de setembre d'aquest any, tot i que els seus predecessors es remunten al 1875, quan va sortir publicat El Diario de Huesca. Posteriorment, i en aquests casos a la mateixa seu física, es van editar El Pueblo (1932-1936) i Nueva España, periòdic franquista fundat el 1936 i subhastat el 1984 en dissoldre's l'organització Medios de Comunicación Social del Estado.
El seu director des de l'1 de maig del 1984 fins al 10 de març del 2011 fou Antonio Angulo Araguás. El va succeïr Javier García Antón.
Disposa d'edició digital i d'una hemeroteca sobre el diari provincial des del 1875, amb les capçaleres Diario de Huesca, Pueblo, Nueva España i Diario del Alto Aragón.